# Sphecodes banaszaki
Sphecodes banaszaki là một loài Hymenoptera trong họ Halictidae. Loài này được Nobile & Turrisi mô tả khoa học năm 2004.